# Вяра Йорданова
Вяра Емилова Йорданова е българска психоложка и политик от БСП. Народен представител от коалиция „БСП за България“ в XLV, XLVII и XLVIII народно събрание. Била е заместник областен управител на Силистра с ресор: „Регионална политика, социални и хуманитарни дейности“, управител на Българската свободна телевизия, управител на Фондация „Дума“, работила е като ръководител отдел „Медии и реклама“, главен експерт връзки с обществеността и управление на проекти.

## Биография
Вяра Йорданова е родена на 9 юни 1978 г. в град Силистра, Народна република България. Завършила е основното си образоване в ОУ „Св. св. Кирил и Методий“, средното образование завършва в Икономическия техникум в Силистра (днес ПГСУАУ „Атанас Буров“). Завършва специалност „Психология“ във ВТУ „Св. св. Кирил и Методий“, след което придобива квалификация с диплом за Управленски умения „Политически мениджмънт” в Нов български университет, София.
През 2005 г. става член на БСП. Заемала е изборни длъжности на председател на Общинския и Областен съвет на БСП – Силистра (2012 – 2016). Член на Изпълнителното бюро на Националния съвет на БСП, секретар на Националния съвет на БСП и ръководител на отдел „Избори” към НС на БСП.